# NUTS (ゲーム)
『NUTS』（ナッツ）は、アイスランドのゲームクリエイターのJoon Van Hoveなどが開発しNoodlecakeより発売された一人称視点の3Dアドベンチャーゲーム。
プレイヤーはヴィアゴ研究所（Viago Institute）に雇用された調査員となり、メルモスの森（Melmoth Forest）に棲むリスの生態を追跡する。森を巡り調査を進める中で、15年前にダムの建設を推し進めようとしたパノラマ社（Panorama Corp）と、計画を阻止するべく行動を起こした研究所の教授ニーナ・ショルツ（Nina Scholz）との因縁が明らかになっていく。

## システム
物語は6つの章に分かれており、章ごとに異なるエリアが舞台となる。拠点のキャラバン（キャンピングカー）の中でニーナから電話機やファックスを通じて目標が伝えられ、この目標の達成を目指すというのが一般的な流れとなる。
第1章を除き昼と夜のパートに分かれている。昼のパートでは主にプレイヤーがフィールドを歩き回り、リスが通過しそうな場所に三脚付きのビデオカメラを設置する。カメラは物語の進行により最大3台まで設置可能。手持ちのGPS機能つき無線機のディスプレイでフィールドの大まかな地形やカメラの設置場所などを確認できる。キャラバンに戻り映像を録画するレコーダーの録画ボタンを押すと時間が経過して夜のパートに移行する。夜のパートでは主に録画された映像の確認を行う。映像を再生・逆再生して目的の場面が見つかれば一時停止し、その画像をプリントアウトする。印刷された用紙をファックスでニーナに送信し、それが要求通りの内容であれば物語が進行する。ドアまたはベッドを調べると翌日の朝のパートに移る。なお、リスは毎日必ず同じルートを通る。

## 開発
本作の開発は、主観視点のゲーム内にカメラとテレビを複数台置き様々な視点から同時に見るという実験をJoon Van Hoveと友人のTorfi Asgeirssonが趣味として始めたことがきっかけとなっており、2018年1月にゲームジャムでプロトタイプ版を作成しitch.ioで無料配信したところ好評を得た。これを機にVan Hoveが本作を含む様々なプロジェクトを売り込んだ結果、別作品の『Don't Trip』でNoodlecakeと契約することになったが、それから1年後にNoodlecakeから再び話があり、本作の発売元となった。
Van Hoveのチームは開発スタジオを設けずリモートで作業を行った。これは、同じく開発スタジオを設けずに制作されたインディーゲームの『Minit』と『Disc Room』に触発されたもので、Van Hoveが一緒に仕事をしたいと考えていたクリエイターを集め、それぞれの強みを発揮するコラボレーションとして1年半を共に働いた。
森を舞台とすることが決まった後に被写体を何にするかを考え、様々な場所を跳び回るリスを追ってその姿をカメラで捉えるというアイデアに行き着いた。リスの仕草を生き生きとしたものにするため、開発チームは1970年代のデイビッド・アッテンボローから2020年のマーク・ローバーに至るまで多数のリスの動画を確認した。
作品内のグラフィックは、色相を統一し明度の違いで表現するトーンオントーン配色がほぼ全編にわたり用いられている。白黒の色を強調したゲームは『Return of the Obra Dinn』『Hidden Folks』『The Unfinished Swan』など例が多いが、本作ではそれに囚われずにカラーパレットのコントラストを用い距離をベースにしたレンダリングを行った結果、黄昏時のような不気味な見た目となり、こうした雰囲気がリスを監視する作品内容に合致していると考えた。

## 評価
- IndieCade 2020 「The Audio Design Award」受賞[3]
- 第23回IGF Awards「Excellence in Narrative」佳作[4]